# Diócesis de Gaspé
La diócesis de Gaspé (en latín: Dioecesis Gaspesien(sis) y en francés: Diocèse de Gaspé) es una circunscripción eclesiástica latina de la Iglesia católica en Canadá, sufragánea de la arquidiócesis de Rimouski. La diócesis tiene al obispo Claude Lamoureux como su ordinario desde el 23 de febrero de 2023.

## Territorio y organización

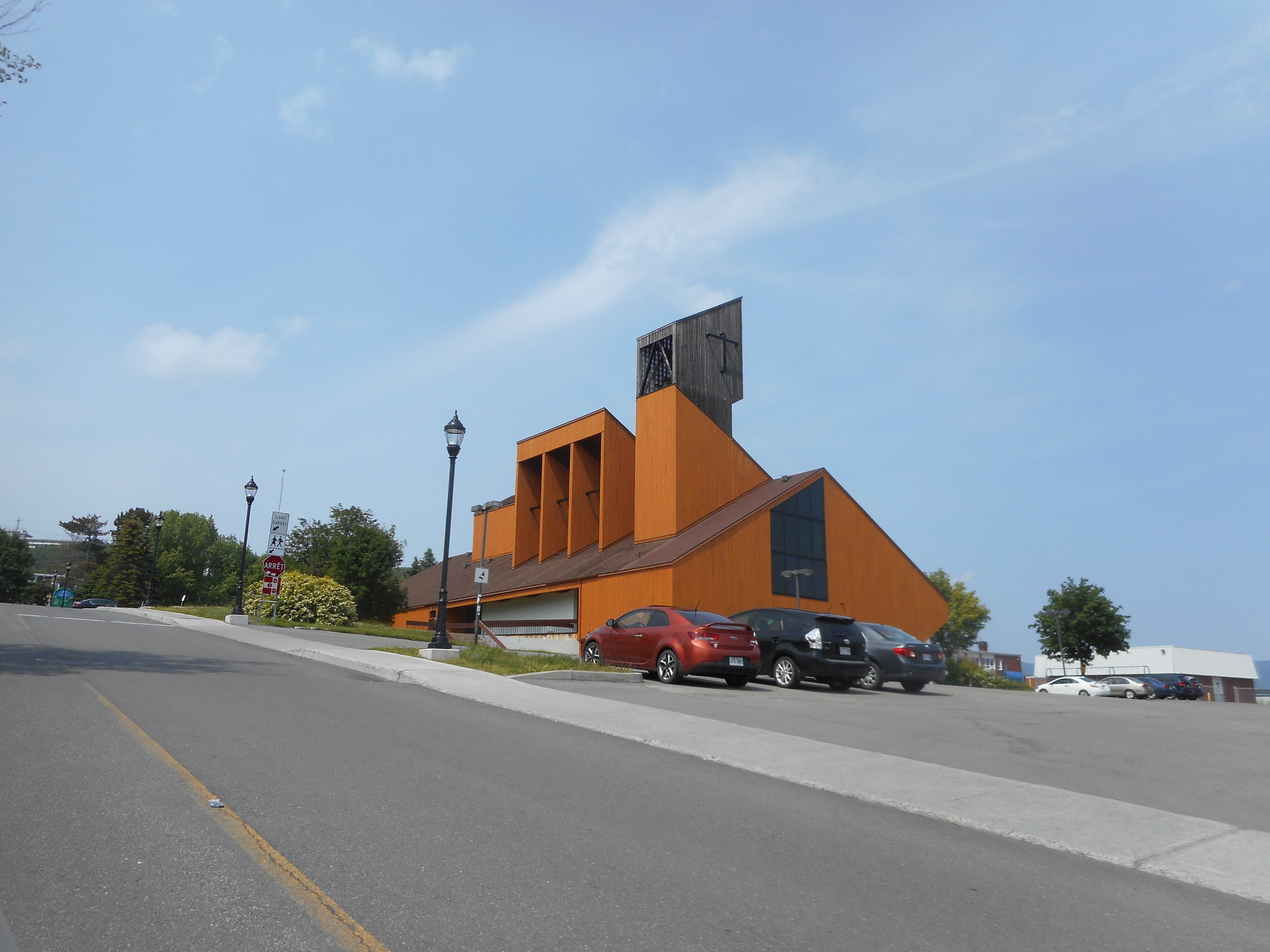
Catedral de Cristo Rey de Gaspe

La diócesis tiene 20 637 km² y extiende su jurisdicción sobre los fieles católicos de rito latino residentes en la provincia de Quebec en parte de la región administrativa de Gaspésie–Îles-de-la-Madeleine: la península gaspesiana desde Cap-Chat (norte) hasta Ristigouche (sur) y las islas de la Magdalena.
La sede de la diócesis se encuentra en la ciudad de Gaspé, en donde se halla la Catedral de Cristo Rey.
En 2019 en la diócesis existían 64 parroquias.

## Historia
La diócesis fue erigida el 5 de mayo de 1922 con la bula Praedecessorum Nostrorum del papa Pío XI, obteniendo el territorio de la diócesis de Rimouski (hoy arquidiócesis).
Originalmente sufragánea de la arquidiócesis de Quebec, el 9 de febrero de 1946 pasó a formar parte de la provincia eclesiástica de Rimouski, al mismo tiempo elevada al rango de arquidiócesis metropolitana.
El 17 de febrero de 1951 se instituyó el cabildo de la catedral con la bula Cathedralia Canonicorum del papa Pío XII.

## Estadísticas
De acuerdo al Anuario Pontificio 2020 la diócesis tenía a fines de 2019 un total de 74 654 fieles bautizados.
| Año                                                                             | Población            | Población | Población      | Sacerdotes | Sacerdotes    | Sacerdotes    | Bautizados por sacerdote | Diáconos permanentes | Religiosos | Religiosos | Parroquias |
| Año                                                                             | Bautizados católicos | Total     | % de católicos | Total      | Clero secular | Clero regular | Bautizados por sacerdote | Diáconos permanentes | Varones    | Mujeres    | Parroquias |
| ------------------------------------------------------------------------------- | -------------------- | --------- | -------------- | ---------- | ------------- | ------------- | ------------------------ | -------------------- | ---------- | ---------- | ---------- |
| 1950                                                                            | 85 756               | 93 588    | 91.6           | 124        | 98            | 26            | 691                      |                      | 71         | 385        | 62         |
| 1965                                                                            | 100 246              | 108 475   | 92.4           | 142        | 128           | 14            | 705                      |                      | 54         | 579        | 68         |
| 1970                                                                            | 96 836               | 106 735   | 90.7           | 132        | 111           | 21            | 733                      |                      | 52         | 501        | 64         |
| 1976                                                                            | 100 531              | 110 531   | 91.0           | 126        | 106           | 20            | 797                      |                      | 34         | 352        | 63         |
| 1980                                                                            | 104 167              | 114 167   | 91.2           | 119        | 99            | 20            | 875                      | 1                    | 32         | 308        | 63         |
| 1990                                                                            | 98 264               | 103 006   | 95.4           | 99         | 78            | 21            | 992                      | 1                    | 28         | 212        | 63         |
| 1999                                                                            | 91 700               | 94 740    | 96.8           | 65         | 55            | 10            | 1410                     | 3                    | 15         | 175        | 61         |
| 2000                                                                            | 91 980               | 93 243    | 98.6           | 64         | 54            | 10            | 1437                     | 3                    | 15         | 183        | 61         |
| 2001                                                                            | 87 042               | 88 483    | 98.4           | 58         | 52            | 6             | 1500                     | 3                    | 10         | 165        | 61         |
| 2002                                                                            | 85 875               | 87 021    | 98.7           | 59         | 53            | 6             | 1455                     | 3                    | 10         | 162        | 61         |
| 2003                                                                            | 86 171               | 87 000    | 99.0           | 52         | 47            | 5             | 1657                     | 3                    | 9          | 155        | 61         |
| 2004                                                                            | 84 671               | 96 924    | 87.4           | 51         | 48            | 3             | 1660                     | 4                    | 3          | 155        | 61         |
| 2006                                                                            | 83 429               | 93 449    | 89.3           | 48         | 43            | 5             | 1738                     | 4                    | 5          | 150        | 61         |
| 2013                                                                            | 84 000               | 94 079    | 89.3           | 46         | 42            | 4             | 1826                     | 2                    | 6          | 113        | 61         |
| 2016                                                                            | 85 800               | 96 100    | 89.3           | 44         | 41            | 3             | 1950                     | 4                    | 4          | 106        | 60         |
| 2019                                                                            | 74 654               | 90 709    | 82.3           | 43         | 40            | 3             | 1736                     | 7                    | 3          | 81         | 64         |
| Fuente: Catholic-Hierarchy, que a su vez toma los datos del Anuario Pontificio. |                      |           |                |            |               |               |                          |                      |            |            |            |

## Episcopologio
- François-Xavier Ross † (11 de diciembre de 1922-5 de julio de 1945 falleció)
- Albini LeBlanc † (22 de diciembre de 1945-17 de mayo de 1957 falleció)
- Paul Bernier † (9 de septiembre de 1957-21 de noviembre de 1964 falleció)
- Jean-Marie Fortier † (19 de enero de 1965-20 de abril de 1968 nombrado arzobispo de Sherbrooke)
- Joseph Gilles Napoléon Ouellet, P.M.E. † (5 de octubre de 1968-27 de abril de 1973 nombrado arzobispo de Rimouski)
- Bertrand Blanchet (21 de octubre de 1973-16 de octubre de 1992 nombrado arzobispo de Rimouski)
- Raymond Dumais † (27 de diciembre de 1993-21 de julio de 2001 renunció)
- Jean Gagnon † (15 de noviembre de 2002-2 de julio de 2016 retirado)
- Gaétan Proulx, O.S.M. (2 de julio de 2016-23 de febrero de 2023)
- Claude Lamoureux (desde el 23 de febrero de 2023)